# Serravalle Sesia
Serravalle Sesia je italská obec v provincii Vercelli v oblasti Piemont.
K 31. prosinci 2011 zde žilo 5 223 obyvatel.

## Sousední obce
Borgosesia, Crevacuore (BI) , Gattinara, Grignasco (NO), Guardabosone, Lozzolo, Prato Sesia (NO), Romagnano Sesia (NO), Sostegno (BI)